# クリスマス・レクチャー

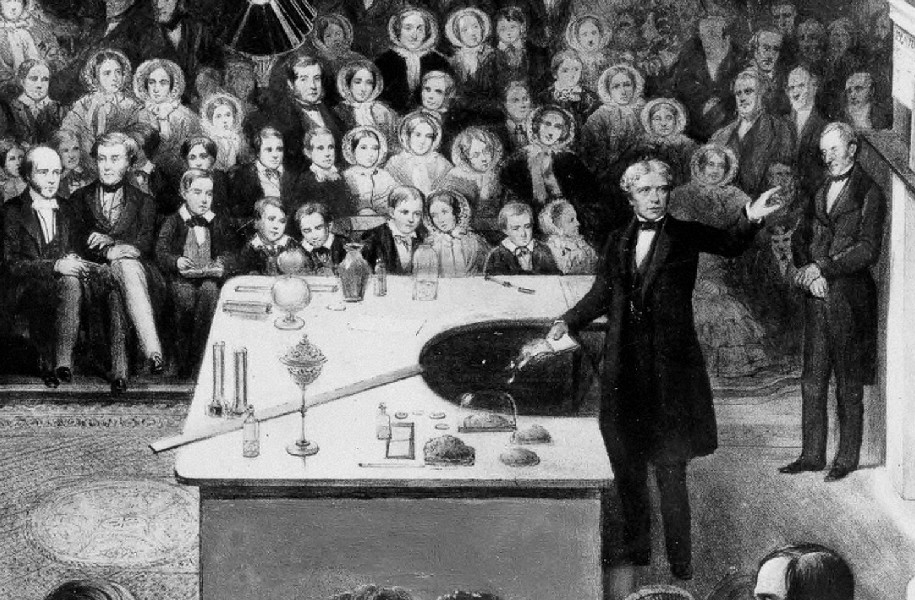
1856年頃のファラデーの講演

クリスマス・レクチャー(Christmas Lectures)とは、主にイギリスで行われている歴史的な科学講座シリーズである。特に英国王立研究所がクリスマスシーズンに青少年を対象に開催するものが著名であり、この名で呼ばれる。
マイケル・ファラデーの有名な書籍『ロウソクの科学』は1860年の「クリスマス・レクチャー」として英国王立研究所で連続講演した内容を、ウィリアム・クルックスが編集したものである。

## 概要
「クリスマス・レクチャー」は、科学の魅力と重要性を若い世代に伝達することを主たる目的としており、毎年、著名な科学者が講師として招聘され、特定のテーマに関して数日間にわたる講演を行う。視覚的なデモンストレーションや実験を多用する点が特徴であり、聴衆が科学の驚異を直接体験することに重きを置いている。
2024年から2025年にかけてのシーズンで創設200周年を迎えたこのレクチャーは、長期間にわたり多くの人々の科学への関心を喚起し、将来の科学者を育成する上で重要な貢献を果たしてきた。

## 歴史
英国王立研究所における「クリスマス・レクチャー」は、1825年に初めて開催されて以来、第二次世界大戦中の1939年から1942年の期間を除き、毎年継続されている。主な開催場所は王立研究所内であるが、同研究所の建物改修工事やその他の理由により、1929年（講演者: スティーブン・グランヴィル）や2005年から2007年の期間など、代替施設（インペリアル・カレッジ・ロンドンのファラデー劇場など）で実施された例もある。
最初の「クリスマス・レクチャー」は、マイケル・ファラデーによって1825年に開始されたと広く認識されているが、実際にはファラデーがこの形式を定着させ、自身も積極的に関与したものの、彼が創始したわけではない。ファラデーの意図は、専門家ではない若い聴衆 ("a juvenile auditory") に対し、科学の原理とその魅力を平易に解説することにあった。彼は、子供たちがクリスマス期に享受できる教育的かつ刺激的なイベントの提供を企図していた。ファラデー自身、生涯で19回にわたり本レクチャーの講師を務め、その情熱と独創性に富んだデモンストレーションは、後世の講師陣に多大な影響を及ぼした。1994年には初の女性講師としてスーザン・グリーンフィールドが「脳の中心への旅」を題材に登壇し、2015年にはケビン・フォングが初の非白人講師となり、2020年にはクリストファー・ジャクソンが初めて黒人講師として共同講師を務めた。
当初は不定期な開催であったが、間もなく毎年恒例の行事として定着した。前述の通り、第二次世界大戦中の1939年から1942年までの4年間は中断を余儀なくされたが、それ以降はCOVID-19パンデミックの際に一部オンライン形式での開催となったものの、継続的に実施されている。

## テレビ放送
「クリスマス・レクチャー」は、1936年に英国放送協会 (BBC) によって初めてテレビ放映された。以降、長年にわたりBBCの様々なチャンネルで放送されている。具体的には、1966年から1999年まではBBC Two、2000年から2004年まではチャンネル4、2005年から2008年まではMore4で放送され、2009年以降はBBC Fourにて放送が続けられている。近年では、BBC iPlayerをはじめとするオンラインプラットフォームを通じても視聴が可能である。
テレビ放送の開始により、クリスマス・レクチャーは英国内に留まらず、世界中の数百万人に視聴される機会を得て、科学コミュニケーションにおける重要なプラットフォームとしての地位を確立するに至った。

### 日本での放送・展開
日本においては、1990年からブリティッシュ・カウンシルと読売新聞社の共催により、英国王立研究所のクリスマス・レクチャーの形式を踏襲した「英国科学実験講座」が、主に夏休み期間中に開催されてきた実績がある。ただし、開催形態や実施の有無は年度によって変動が見られた。

### デジタル配信と国際展開
近年、従来の対面型講義に加えて映像配信・ストリーミングを通じた視聴が常態化し、講義の到達範囲が大きく拡大した。公式アーカイブを含む過去のシリーズは王立研究所のウェブサイト上で公開され、リアルタイムのライブ配信も行われている。こうしたデジタル配信は、伝統的な英国国内にとどまらず、日本、シンガポール、アメリカ合衆国等への海外展開と相まって、科学啓蒙のグローバルなリーチを強化している。

## 影響と意義
「クリスマス・レクチャー」は、単なる一連の講演会に留まらず、イギリスにおける科学文化の象徴的地位を占めている。多くの青少年が本格的な科学に初めて触れる機会を提供し、その後の学術的関心やキャリア形成に影響を与えてきた側面が指摘される。200年にわたり継続されてきたことは、科学の探求と教育に対する社会の変わらぬ関心と、英国王立研究所の献身を物語っている。現代においても、新しい世代の科学への好奇心を刺激し続ける重要な役割を担っている。

## 王立研究所、クリスマス・レクチャーの一覧
注：以下のリストにおける講演者、分野、およびタイトルは、英国王立研究所の公式アーカイブ情報を主要な典拠としている。原題の内容をより忠実に反映するよう日本語訳を調整している場合がある。
| 年度      | 講師                                               | 分野(タイトル)                                                                        |                          |
| --------- | -------------------------------------------------- | ------------------------------------------------------------------------------------- | ------------------------ |
| 1825      | ジョン・ミリングトン                               | 自然哲学                                                                              |                          |
| 1826      | ジョン・ウォリス                                   | 天文学                                                                                |                          |
| 1827      | マイケル・ファラデー                               | 化学                                                                                  |                          |
| 1828      | J.ウッド                                           | 建築                                                                                  |                          |
| 1829      | マイケル・ファラデー                               | 電気                                                                                  |                          |
| 1830      | トーマス・ウエブスター                             | 地質学                                                                                |                          |
| 1831      | ジェームズ・レニー                                 | 動物学                                                                                |                          |
| 1832      | マイケル・ファラデー                               | 化学                                                                                  |                          |
| 1833      | ジョン・リンドリー                                 | 植物学                                                                                |                          |
| 1834      | ウィリアム・トマス・ブランド                       | 化学                                                                                  |                          |
| 1835      | マイケル・ファラデー                               | 電気                                                                                  |                          |
| 1836      | ウィリアム・トマス・ブランド                       | 気体の化学                                                                            |                          |
| 1837      | マイケル・ファラデー                               | 化学                                                                                  |                          |
| 1838      | ジョン・ウォリス                                   | 天文学                                                                                |                          |
| 1839      | ウィリアム・トマス・ブランド                       | 大気と海洋の化学                                                                      |                          |
| 1840      | ジョン・フレデリック・ダニエル                     | フランクリンの電気学の基本                                                            |                          |
| 1841      | マイケル・ファラデー                               | 化学の初歩                                                                            |                          |
| 1842      | ウィリアム・トマス・ブランド                       | 非金属元素の化学                                                                      |                          |
| 1843      | マイケル・ファラデー                               | 電気の原理の第一歩                                                                    |                          |
| 1844      | ウィリアム・トマス・ブランド                       | 気体の化学                                                                            |                          |
| 1845      | マイケル・ファラデー                               | 化学の初歩                                                                            |                          |
| 1846      | ジョン・ウォリス                                   | 天文学の初歩                                                                          |                          |
| 1847      | ウィリアム・トマス・ブランド                       | 有機化学のエレメント                                                                  |                          |
| 1848      | マイケル・ファラデー                               | ロウソクの科学                                                                        |                          |
| 1849      | ロバート・ウォーカー                               | 物の性質と運動の法則                                                                  |                          |
| 1850      | ウィリアム・トマス・ブランド                       | 石炭の化学                                                                            |                          |
| 1851      | マイケル・ファラデー                               | 引合う力                                                                              |                          |
| 1852      | マイケル・ファラデー                               | 化学                                                                                  |                          |
| 1853      | マイケル・ファラデー                               | ボルタ電気                                                                            |                          |
| 1854      | マイケル・ファラデー                               | 燃焼の化学                                                                            |                          |
| 1855      | マイケル・ファラデー                               | 普通の金属の優れた性質                                                                |                          |
| 1856      | マイケル・ファラデー                               | 引合う力                                                                              |                          |
| 1857      | マイケル・ファラデー                               | 静電気                                                                                |                          |
| 1858      | マイケル・ファラデー                               | 金属の性質                                                                            |                          |
| 1859      | マイケル・ファラデー                               | 物質の様々な力とそれぞれの関係                                                        |                          |
| 1860      | マイケル・ファラデー                               | ローソクの化学史                                                                      |                          |
| 1861      | ジョン・ティンダル                                 | 光                                                                                    |                          |
| 1862      | エドワード・フランクランド                         | 空気と水                                                                              |                          |
| 1863      | ジョン・ティンダル                                 | 動かない電気と動いてる電気                                                            |                          |
| 1864      | エドワード・フランクランド                         | 石炭の化学                                                                            |                          |
| 1865      | ジョン・ティンダル                                 | 音                                                                                    |                          |
| 1866      | エドワード・フランクランド                         | 気体の化学                                                                            |                          |
| 1867      | ジョン・ティンダル                                 | 熱と冷却                                                                              |                          |
| 1868      | ウィリアム・オドリング                             | 炭素の化学変化                                                                        |                          |
| 1869      | ジョン・ティンダル                                 | 光                                                                                    |                          |
| 1870      | ウィリアム・オドリング                             | 燃えるもの、燃えないもの                                                              |                          |
| 1871      | ジョン・ティンダル                                 | 氷、水、蒸気と空気                                                                    |                          |
| 1872      | ウィリアム・オドリング                             | 空気と気体                                                                            |                          |
| 1873      | ジョン・ティンダル                                 | The Motion and Sensation of Sound                                                     |                          |
| 1874      | ジョン・ホール・グラッドストーン                   | ボルタ電池                                                                            |                          |
| 1875      | ジョン・ティンダル                                 | 実験電気学                                                                            |                          |
| 1876      | ジョン・ホール・グラッドストーン                   | 炎の化学                                                                              |                          |
| 1877      | ジョン・ティンダル                                 | 見える熱と見えない熱                                                                  |                          |
| 1878      | ジェイムズ・デュワー                               | シャボン玉                                                                            |                          |
| 1879      | ジョン・ティンダル                                 | 水と空気                                                                              |                          |
| 1880      | ジェイムズ・デュワー                               | 原子                                                                                  |                          |
| 1881      | ロバート・スタウェル・ボール                       | 太陽、月、惑星                                                                        |                          |
| 1882      | ジョン・ティンダル                                 | 光と眼                                                                                |                          |
| 1883      | ジェイムズ・デュワー                               | 現代科学と関係する錬金術                                                              |                          |
| 1884      | ジョン・ティンダル                                 | 電気の起源                                                                            |                          |
| 1885      | ジェイムズ・デュワー                               | 隕石の話                                                                              |                          |
| 1886      | ジェイムズ・デュワー                               | 光と写真の化学                                                                        |                          |
| 1887      | ロバート・スタウェル・ボール                       | 天文学                                                                                |                          |
| 1888      | ジェイムズ・デュワー                               | 雲と空の世界（Cloudland）                                                             |                          |
| 1889      | アーサー・リュッカー                               | 電気                                                                                  |                          |
| 1890      | ジェイムズ・デュワー                               | 霜と炎                                                                                |                          |
| 1891      | ジョン・マッケンドリック                           | 運動する生命または動物機械（Life in Motion; or the Animal Machine）                   |                          |
| 1892      | ロバート・スタウェル・ボール                       | 天文学                                                                                |                          |
| 1893      | ジェイムズ・デュワー                               | 空気:気体時と液体（Air: Gaseous and Liquid）                                          |                          |
| 1894      | ジョン・フレミング                                 | 電流の仕事                                                                            |                          |
| 1895      | ジョン・マッケンドリック                           | 音、聞くことと話すこと                                                                |                          |
| 1896      | サリヴァナス・フィリップ・トムソン                 | 光、見える光と見えない光                                                              |                          |
| 1897      | オリバー・ロッジ                                   | 電信の原理                                                                            |                          |
| 1898      | ロバート・スタウェル・ボール                       | 天文学                                                                                |                          |
| 1899      | チャールズ・バーノン・ボーイズ                     | 動いている液体、止まっている液体                                                      |                          |
| 1900      | ロバート・スタウェル・ボール                       | 自然の書物の偉大な章（Great Chapters from the Book of Nature)                         |                          |
| 1901      | ジョン・フレミング                                 | 水中と空気中、エーテル中の波と波紋（Waves and Ripples in Water, Air and Aether)       |                          |
| 1902      | ヘンリー・セルビー・ヘル＝ショー                   | 移動:地上、水中、空中での（Locomotion : On the Earth, Through the Water, in the Air） |                          |
| 1903      | レイ・ランケスター                                 | 絶滅した動物                                                                          |                          |
| 1904      | ヘンリー・カニンガム                               | 時間を計る古代と現代の方法                                                            |                          |
| 1905      | ハーバート・ターナー                               | 天文学                                                                                |                          |
| 1906      | ウィリアム・ダッデル                               | 離れた場所への通信（Signalling to a Distance）                                        |                          |
| 1907      | デービッド・ギル                                   | 古い天文学と新しい天文学                                                              |                          |
| 1908      | ウィリアム・スターリング                           | 生命の車輪（The Wheel of Life）                                                       |                          |
| 1909      | ウィリアム・ダッデル                               | 近代電気学                                                                            |                          |
| 1910      | シルバヌス・P・トンプソン                          | 音：音楽的な音と雑音（Sound: Musical and Non-Musical）                                |                          |
| 1911      | ピーター・チャルマーズ・ミッチェル                 | 動物の子供                                                                            |                          |
| 1912      | ジェイムズ・デュワー                               | クリスマス・レクチャー・エピローグス                                                  |                          |
| 1913      | ハーバート・ターナー                               | 宇宙への旅                                                                            |                          |
| 1914      | チャールズ・バーノン・ボーイズ                     | 家庭の科学                                                                            |                          |
| 1915      | ハーバート・ターナー                               | 星々からのメッセージ                                                                  |                          |
| 1916      | アーサー・キース                                   | The Human Machine Which All Must Work                                                 |                          |
| 1917      | ジョン・フレミング                                 | 我々の便利な使用人: 磁気と電気                                                        |                          |
| 1918      | ダーシー・トンプソン                               | 海洋の魚類                                                                            |                          |
| 1919      | ヘンリー・ブラッグ                                 | 音の世界                                                                              |                          |
| 1920      | ジョン・アーサー・トムソン                         | 生命の見所（The Haunts of Life）                                                      |                          |
| 1921      | ジョン・フレミング                                 | 電波と無線電話                                                                        |                          |
| 1922      | ハーバート・ターナー                               | 星への階梯への6つの段階（Six Steps Up the Ladder to the Stars）                       |                          |
| 1923      | ヘンリー・ブラッグ                                 | 物事の道理に関して（Concerning the Nature of Things）                                 |                          |
| 1924      | フランシス・バルフォア＝ブラウン                   | 虫の習性に関して（Concerning the Habits of Insects）                                  |                          |
| 1925      | ヘンリー・ブラッグ                                 | Old Trades and New Knowledge                                                          |                          |
| 1926      | アーチボルド・ヒル                                 | 神経と筋肉: どのように感じ、どのように動かすのか                                      |                          |
| 1927      | エドワード・アンドレード                           | エンジン                                                                              |                          |
| 1928      | アレクサンダー・ウッド                             | 音波とその利用                                                                        |                          |
| 1929      | スティーブン・グランヴィル                         | 古代エジプトで物事はどのように行なわれたか（How Things Were Done in Ancient Egypt）   |                          |
| 1930      | アーサー・マナリング・ティンダル                   | 電気火花                                                                              |                          |
| 1931      | ヘンリー・ブラッグ                                 | 光の世界（The Universe of Light）                                                     |                          |
| 1932      | アレキサンダー・オリバー・ランキン                 | The Round of the Waters                                                               |                          |
| 1933      | ジェームズ・ジーンズ                               | 宇宙と時を通って（Through Space and Time）                                            |                          |
| 1934      | ローレンス・ブラッグ                               | 電気                                                                                  |                          |
| 1935      | ケネス・ミース                                     | 写真術                                                                                |                          |
| 1936      | G・I・テイラー                                     | 船舶                                                                                  |                          |
| 1937      | ジュリアン・ハクスリー                             | 希少動物と野生の消失                                                                  |                          |
| 1938      | ジェームズ・ケンドール                             | 若き化学者と偉大な発見                                                                |                          |
| 1939–1942 | 第二次世界大戦により休止                           | 第二次世界大戦により休止                                                              | 第二次世界大戦により休止 |
| 1943      | エドワード・アンドレード                           | 振動と波動                                                                            |                          |
| 1944      | ハロルド・スペンサー＝ジョーンズ                   | 日常生活の中の天文学                                                                  |                          |
| 1945      | ロバート・ワトソン＝ワット                         | 無線                                                                                  |                          |
| 1946      | ハミルトン・ハートリッジ                           | 色彩と我々がそれを見る方法（Colours and How We See Them）                             |                          |
| 1947      | エリック・リディール                               | 化学反応-どう働くか(Chemical Reactions: How They Work)                                |                          |
| 1948      | フレデリック・バートレット                         | The Mind at Work and Play                                                             |                          |
| 1949      | パーシー・ダンシース                               | 電流                                                                                  |                          |
| 1950      | エドワード・アンドレード                           | 波動と振動（Waves and Vibrations）                                                    |                          |
| 1951      | ジェームズ・グレイ                                 | 動物の動く方法(How Animals Move)                                                      |                          |
| 1952      | F・シャーウッド・テーラー                          | 科学はどのように発展してきたか                                                        |                          |
| 1953      | ジョン・アシュワース・ラトクリフ                   | ラジオ波の利用法(The Uses of Radio Waves)                                             |                          |
| 1954      | フランク・ホイットル                               | 石油の物語（The Story of Petroleum)                                                   |                          |
| 1955      | ハリー・W・メルヴィル                              | 巨大分子（Big Molecules）                                                             |                          |
| 1956      | ハリー・ベインズ                                   | 写真                                                                                  |                          |
| 1957      | ジュリアン・ハクスリー と ジェームズ・フィッシャー | 鳥類                                                                                  |                          |
| 1958      | ヘンリー・リプソン                                 | 物理科学の賢い利用法                                                                  |                          |